# بیانیه تهران
بیانیهٔ تهران مورخ ۲۷ اردیبهشت ماه سال ۱۳۸۹ در پایان کنفرانس بین‌المللی خلع سلاح و عدم اشاعه تهران در خصوص تبادل هسته‌ای ایران و غرب در کشور ترکیه میان سه کشور ایران، برزیل و ترکیه به امضا رسید. علیرغم سعی ترکیه و برزیل با اتکا به این بیانیه برای جلوگیری از صدور قطعنامه چهارم علیه ایران، قطعنامه چهارم شورای امنیت سازمان ملل متحد علیه ایران صادر شد. احمد توکلی این بیانیه را مغایر با مصالح ملی ایران خوانده بود.
متن کامل بیانیه تهران درباره انتقال سوخت هسته ای ؛
آقای منوچهر متکی وزیر امور خارجه کشورمان در نشست خبری مشترک با حضور همتایان برزیلی و ترکیه ای خود، مفاد بیانیه مشترک جمهوری اسلامی ایران، جمهوری فدراتیو برزیل و جمهوری ترکیه را اعلام کرد. سه کشور ایران، برزیل و ترکیه در اجلاس 17 مه 2010 مطابق 27 اردیبهشت 1389 در تهران بودند که با امضای این بیانیه به توافق رسیدند.وزیر امور خارجه مفاد این بیانیه را به این شرح قرائت کرد:
یک) ما بر تعهد به عدم گسترش سلاح های هسته ای و مواد مرتبط با آن تاکید و حقوق تمامی اعضا از جمله حقوق جمهوری اسلامی ایران به استفاده صلح آمیز از انرژی هسته ای در تحقیق، تولید و استفاده از انرژی هسته ای و چرخه غنی سازی برای اهداف صلح آمیز و بدون تبعیض را یادآوری می کنیم.
دو) اعتقاد راسخمان را برای ایجاد فضای سازنده ، مثبت و غیرتقابلی بیان می کنیم تا به دوره ای از تعامل و همکاری رهنمون شود.
سه) معتقدیم تبادل سوخت هسته ای بستری برای شروع همکاری در عرصه های مختلف به خصوص همکاری هسته ای صلح آمیز شامل ساخت نیروگاه و رآکتورهای تحقیقاتی است.
چهار) بر اساس این مفاد، تبادل سوخت هسته ای، حرکتی سازنده رو به جلو و نقطه شروعی برای همکاری میان ملت هاست.
این حرکت ها باید به تعامل مثبت و همکاری هسته ای صلح آمیز هدایت شود و از هر گونه تقابل اعم از اقدامات، رفتار و یا اظهارات تندی که به حقوق و تعهدات ایران بر اساس ان پی تی لطمه می زند، پرهیز شود.
پنج) بر اساس مفاد فوق، برای تسهیل همکاری های هسته ای ذکر شده، جمهوری اسلامی ایران موافقت می کند که 1200 کیلوگرم اورانیوم کمتر غنی شده در ترکیه به امانت بگذارد.
این مواد در مالکیت ایران در ترکیه خواهد بود و ایران و آژانس بین المللی انرژی اتمی امکان نظارت بر این مواد را خواهند داشت.
شش) ایران موافقت خود را با موارد فوق به آژانس بین المللی انرژی اتمی، ظرف هفت روز از طریق کانال های رسمی پس از تاریخ اعلام این بیانیه، اعلام می کند.
متناسب با دریافت پاسخ مثبت گروه وین شامل کشورهای روسیه، امریکا و فرانسه و آژانس بین المللی انرژی اتمی، جزئیات بیشتر تبادل سوخت از طریق یک توافقنامه مکتوب و سازوکارهای مناسب بین جمهوری اسلامی ایران و گروه وین که به طور مشخص خود را متعهد به تحویل 120 کیلوگرم سوخت لازم برای رآکتور تحقیقاتی تهران کرده اند به طور مفصل تبیین خواهد شد.
هفت) از زمانی که گروه وین تعهد خود را به شرایط این بیانیه اعلام کند، دو طرف به اجرای توافقنامه مذکور در بند شش ملزم خواهند بود.
ایران آمادگی خود را برای به امانت گذاشتن مطابق با توافقنامه ظرف یک ماه اعلام می نماید.
گروه وین نیز طبق این توافقنامه متعهد می شود 120 کیلوگرم اورانیوم مورد نیاز رآکتور تهران را ظرف یک سال به ایران تحویل دهد.
هشت) در صورتی که مفاد این بیانیه مورد توجه قرار نگیرد، ترکیه حسب درخواست ایران، LEU (اورانیوم کمتر غنی شده) را به ایران به سرعت و بدون قید و شرط برگشت می دهد.
نه) ترکیه و برزیل از آمادگی مستمر جمهوری اسلامی ایران برای تداوم گفتگو با گروه 1+5 در هر مکان ازجمله ترکیه و برزیل درباره دغدغه های مشترک براساس تعهدات دسته جمعی مطابق بسته و نکات پیشنهادی استقبال می کنند.
ده) ترکیه و برزیل از رویکرد سازنده جمهوری اسلامی ایران در پیگیری حقوق هسته ای کشورهای عضو ان پی تی قدردانی کردند و متقابلاً جمهوری اسلامی ایران از تلاش های سازنده کشورهای دوست، ترکیه و برزیل، در ایجاد فضای همکاری برای استیفای حقوق هسته ای ایران تشکر کرد.
( سایت الف ، ۲۷ اردیبهشت ۱۳۸۹ ) (لوح فشرده پرسمان، اداره مشاوره نهاد رهبری، کد: 3/100122692)